# Henri Kontinen
Henri Kontinen (phát âm tiếng Phần Lan: [ˈhenri ˈkontinen]; sinh ngày 19 tháng 6 năm 1990) là một vận động viên quần vợt chuyên nghiệp người Phần Lan.
Kontinen đã giành được 16 danh hiệu đôi ở cấp độ ATP Tour trong sự nghiệp của anh. Anh đã là cựu số 1 đôi thế giới sau khi vô địch nội dung đôi nam Úc Mở rộng 2018. Anh có thứ hạng đánh đơn cao nhất là vị trí số 220 thế giới vào Tháng 10 năm 2010. Em trai anh là Micke là một cựu vận động viên quần vợt.
Sau khi kết thúc sự nghiệp đơn của mình vì bị chấn thương, anh đã bắt đầu cho sự nghiệp đôi. Anh đã vào vòng tứ kết tại nội dung đôi nam Giải quần vợt Wimbledon 2016 với John Peers và vô địch nội dung đôi nam nữ Wimbledon 2016 với Heather Watson. Anh vô địch nội dung đôi nam Úc Mở rộng 2017 với Peers, đó là danh hiệu đôi nam Grand Slam đầu tiên.

## Các trận chung kết quan trọng

### Chung kết giải Grand Slam

#### Đôi: 1 (1 danh hiệu)
| Kết quả | Năm  | Giải đấu   | Mặt sân | Đồng đội   | Đối thủ              | Tỉ số    |
| ------- | ---- | ---------- | ------- | ---------- | -------------------- | -------- |
| Vô địch | 2017 | Úc Mở rộng | Cứng    | John Peers | Bob Bryan Mike Bryan | 7–5, 7–5 |

#### Đôi nam nữ: 2 (1 danh hiệu, 1 á quân)
| Kết quả | Năm  | Giải đấu  | Mặt sân | Đồng đội       | Đối thủ                          | Tỉ số         |
| ------- | ---- | --------- | ------- | -------------- | -------------------------------- | ------------- |
| Vô địch | 2016 | Wimbledon | Cỏ      | Heather Watson | Robert Farah Anna-Lena Grönefeld | 7–6(7–5), 6–4 |
| Á quân  | 2017 | Wimbledon | Cỏ      | Heather Watson | Jamie Murray Martina Hingis      | 4–6, 4–6      |

### Giải đấu cuối năm

#### Đôi: 2 (2 danh hiệu)
| Kết quả | Năm  | Giải đấu                        | Mặt sân  | Đồng đội   | Đối thủ                   | Tỉ số            |
| ------- | ---- | ------------------------------- | -------- | ---------- | ------------------------- | ---------------- |
| Vô địch | 2016 | ATP World Tour Finals, Luân Đôn | Cứng (i) | John Peers | Raven Klaasen Rajeev Ram  | 2–6, 6–1, [10–8] |
| Vô địch | 2017 | ATP Finals, Luân Đôn (2)        | Cứng (i) | John Peers | Łukasz Kubot Marcelo Melo | 6–4, 6–2         |

### Chung kết Masters 1000

#### Đôi: 3 (2 danh hiệu, 1 á quân)
| Kết quả | Năm  | Giải đấu           | Mặt sân  | Đồng đội   | Đối thủ                             | Tỉ số            |
| ------- | ---- | ------------------ | -------- | ---------- | ----------------------------------- | ---------------- |
| Á quân  | 2016 | Thượng Hải Masters | Cứng     | John Peers | Jack Sock John Isner                | 4–6, 4–6         |
| Vô địch | 2016 | Paris Masters      | Cứng (i) | John Peers | Pierre-Hugues Herbert Nicolas Mahut | 6–4, 3–6, [10–6] |
| Vô địch | 2017 | Thượng Hải Masters | Cứng     | John Peers | Łukasz Kubot Marcelo Melo           | 6–4, 6–2         |

## Chung kết sự nghiệp ATP

### Đôi: 24 (20 danh hiệu, 4 á quân)
| Chú thích                         |
| Giải Grand Slam (1–0)             |
| ATP World Tour Finals (2–0)       |
| ATP World Tour Masters 1000 (2–1) |
| ATP World Tour 500 Series (4–1)   |
| ATP World Tour 250 Series (10–2)  |

| Danh hiệu theo mặt sân |
| Cứng (15–3)            |
| Đất nện (4–1)          |
| Cỏ (1–0)               |
| Thảm (0–0)             |

| Kết quả | T-B  | Ngày             | Giải đấu                                   | Thể loại     | Mặt sân  | Đồng đội               | Đối thủ                              | Tỉ số                   |
| ------- | ---- | ---------------- | ------------------------------------------ | ------------ | -------- | ---------------------- | ------------------------------------ | ----------------------- |
| Win     | 1–0  | Th8 năm 2014     | Austrian Open Kitzbühel, Austria           | 250 Series   | Clay     | Jarkko Nieminen        | Daniele Bracciali Andrey Golubev     | 6–1, 6–4                |
| Loss    | 1–1  | Th9 năm 2014     | Moselle Open, France                       | 250 Series   | Hard (i) | Marin Draganja         | Mariusz Fyrstenberg Marcin Matkowski | 7–6(7–3), 3–6, [8–10]   |
| Loss    | 1–2  | Th11 năm 2014    | Swiss Indoors, Switzerland                 | 500 Series   | Hard (i) | Marin Draganja         | Vasek Pospisil Nenad Zimonjić        | 6–7(13–15), 6–1, [5–10] |
| Win     | 2–2  | Th2 năm 2015     | Zagreb Indoors, Croatia                    | 250 Series   | Hard (i) | Marin Draganja         | Fabrice Martin Purav Raja            | 6–4, 6–4                |
| Win     | 3–2  | Th2 năm 2015     | Open 13, France                            | 250 Series   | Hard (i) | Marin Draganja         | Colin Fleming Jonathan Marray        | 6–4, 3–6, [10–8]        |
| Win     | 4–2  | Th4 năm 2015     | Barcelona Open, Spain                      | 500 Series   | Clay     | Marin Draganja         | Jamie Murray John Peers              | 6–3, 6–7(6–8), [11–9]   |
| Loss    | 4–3  | Th8 năm 2015     | Austrian Open Kitzbühel, Austria           | 250 Series   | Clay     | Robin Haase            | Nicolás Almagro Carlos Berlocq       | 7–5, 3–6, [9–11]        |
| Win     | 5–3  | Th9 năm 2015     | St. Petersburg Open, Russia                | 250 Series   | Hard (i) | Treat Huey             | Julian Knowle Alexander Peya         | 7–5, 6–3                |
| Win     | 6–3  | Th10 năm 2015    | Malaysia Open, Malaysia                    | 250 Series   | Hard (i) | Treat Huey             | Raven Klaasen Rajeev Ram             | 7–6(7–4), 6–2           |
| Win     | 7–3  | Th1 năm 2016     | Brisbane International, Australia          | 250 Series   | Hard     | John Peers             | James Duckworth Chris Guccione       | 7–6(7–4), 6–1           |
| Win     | 8–3  | tháng 5 năm 2016 | Bavarian International, Germany            | 250 Series   | Clay     | John Peers             | Juan Sebastián Cabal Robert Farah    | 6–3, 3–6, [10–7]        |
| Win     | 9–3  | Th7 năm 2016     | German Open, Germany                       | 500 Series   | Clay     | John Peers             | Daniel Nestor Aisam-ul-Haq Qureshi   | 7–5, 6–3                |
| Win     | 10–3 | Th8 năm 2016     | Winston-Salem Open, United States          | 250 Series   | Hard     | Guillermo García López | Andre Begemann Leander Paes          | 4–6, 7–6(8–6), [10–8]   |
| Win     | 11–3 | Th9 năm 2016     | St. Petersburg Open, Russia (2)            | 250 Series   | Hard (i) | Dominic Inglot         | Andre Begemann Leander Paes          | 4–6, 6–3, [12–10]       |
| Loss    | 11–4 | Th10 năm 2016    | Shanghai Masters, China                    | Masters 1000 | Hard     | John Peers             | Jack Sock John Isner                 | 4–6, 4–6                |
| Win     | 12–4 | Th11 năm 2016    | Paris Masters, France                      | Masters 1000 | Hard (i) | John Peers             | Pierre-Hugues Herbert Nicolas Mahut  | 6–4, 3–6, [10–6]        |
| Win     | 13–4 | Th11 năm 2016    | ATP World Tour Finals, United Kingdom      | Tour Finals  | Hard (i) | John Peers             | Raven Klaasen Rajeev Ram             | 2–6, 6–1, [10–8]        |
| Win     | 14–4 | Th1 năm 2017     | Australian Open, Australia                 | Grand Slam   | Hard     | John Peers             | Bob Bryan Mike Bryan                 | 7–5, 7–5                |
| Win     | 15–4 | Th8 năm 2017     | Washington Open, United States             | 500 Series   | Hard     | John Peers             | Łukasz Kubot Marcelo Melo            | 7–6(7–5), 6–4           |
| Win     | 16–4 | Th10 năm 2017    | China Open, China                          | 500 Series   | Hard     | John Peers             | John Isner Jack Sock                 | 6–3, 3–6, [10–7]        |
| Win     | 17–4 | Th10 năm 2017    | Shanghai Masters, China                    | Masters 1000 | Hard     | John Peers             | Łukasz Kubot Marcelo Melo            | 6–4, 6–2                |
| Win     | 18–4 | Th11 năm 2017    | ATP Finals, United Kingdom (2)             | Tour Finals  | Hard (i) | John Peers             | Łukasz Kubot Marcelo Melo            | 6–4, 6–2                |
| Win     | 19–4 | Th1 năm 2018     | Brisbane International, Australia (2)      | 250 Series   | Hard     | John Peers             | Leonardo Mayer Horacio Zeballos      | 3–6, 6–3, [10–2]        |
| Win     | 20–4 | Th6 năm 2018     | Queen's Club Championships, United Kingdom | 500 Series   | Grass    | John Peers             | Jamie Murray Bruno Soares            | 6-4,6-3.                |

## Chung kết Challenger và Futures

### Đơn: 6 (5 danh hiệu, 1 á quân)
| Chú thích (Đơn) |
| Challengers (0) |
| Futures (5–1)   |

| Kết quả | T-B | Ngày             | Giải đấu                          | Thể loại | Mặt sân    | Đối thủ           | Tỉ số              |
| ------- | --- | ---------------- | --------------------------------- | -------- | ---------- | ----------------- | ------------------ |
| Vô địch | 1–0 | tháng 8 năm 2009 | Lithuania F1, Vilnius             | Futures  | Đất nện    | Timo Nieminen     | 6–1, 6–3           |
| Loss    | 1–1 | Th10 năm 2009    | Germany F19, Leimen               | Futures  | Hard (i)   | Michał Przysiężny | 6–3, 2–6, 5–7      |
| Win     | 2–1 | Th10 năm 2009    | Great Britain F16, Cardiff        | Futures  | Hard (i)   | Yannick Mertens   | 7–6(7–4), 7–5      |
| Win     | 3–1 | Th2 năm 2010     | Bosnia & Herzegovina F2, Sarajevo | Futures  | Carpet (i) | Alexander Peya    | 6–3, 7–6(7–4)      |
| Win     | 4–1 | Th9 năm 2010     | Sweden F1, Danderyd               | Futures  | Hard (i)   | Timo Nieminen     | 6–3, 6–4           |
| Win     | 5–1 | Th9 năm 2010     | Sweden F2, Falun                  | Futures  | Cứng (i)   | Timo Nieminen     | 6–3, 3–6, 7–6(7–5) |

### Đôi: 28 (18 danh hiệu, 10 á quân)
| Chú thích (Đôi)   |
| Challengers (8–8) |
| Futures (10–2)    |

| Kết quả | T-B   | Ngày             | Giải đấu                     | Thể loại   | Mặt sân    | Đồng đội                 | Đối thủ                               | Tỉ số                      |
| ------- | ----- | ---------------- | ---------------------------- | ---------- | ---------- | ------------------------ | ------------------------------------- | -------------------------- |
| Loss    | 0–1   | Th11 năm 2007    | Helsinki, Finland            | Challenger | Hard (i)   | Harri Heliövaara         | Mikhail Elgin Alexander Kudryavtsev   | 6–4, 5–7, [11–13]          |
| Win     | 1–1   | Th4 năm 2008     | Great Britain F6, Exmouth    | Futures    | Carpet (i) | Harri Heliövaara         | Ralph Grambow Ken Skupski             | 6–2, 6–2                   |
| Loss    | 1–2   | Th8 năm 2008     | Tampere, Finland             | Challenger | Clay       | Harri Heliövaara         | Ervin Eleskovic Michael Ryderstedt    | 3–6, 4–6                   |
| Win     | 2–2   | Th9 năm 2008     | Sweden F2, Falun             | Futures    | Hard (i)   | Timo Nieminen            | Carl Bergman Tim Goransson            | 6–4, 6–2                   |
| Win     | 3–2   | Th3 năm 2009     | Great Britain F3, Tipton     | Futures    | Hard (i)   | Dan Evans                | Scott Oudsema Phillip Simmonds        | 6–7(5–7), 7–6(7–4), [10–4] |
| Win     | 4–2   | tháng 5 năm 2009 | Kuwait F1, Mishref           | Futures    | Hard       | Sebastian Rieschick      | Vivek Shokeen Navdeep Singh           | 6–4, 6–2                   |
| Win     | 5–2   | tháng 5 năm 2009 | Kuwait F2, Mishref           | Futures    | Hard       | Sebastian Rieschick      | Jiří Krkoška Pierrick Ysern           | 6–4, 6–4                   |
| Win     | 6–2   | Th6 năm 2009     | Norway F1, Svingvoll         | Futures    | Hard       | Timo Nieminen            | Fabrice Martin Michael McClune        | 6–3, 6–3                   |
| Win     | 7–2   | Th7 năm 2009     | Estonia F2, Kuressaare       | Futures    | Clay (i)   | Harri Heliövaara         | Mait Künnap Juho Paukku               | 6–3, 6–3                   |
| Loss    | 7–3   | Th11 năm 2009    | Jersey, Channel Islands      | Challenger | Hard (i)   | Jarkko Nieminen          | Frederik Nielsen Joseph Sirianni      | 5–7, 6–3, [2–10]           |
| Loss    | 7–4   | Th11 năm 2009    | Helsinki, Finland            | Challenger | Hard (i)   | Jarkko Nieminen          | Rohan Bopanna Aisam-ul-Haq Qureshi    | 2–6, 6–7(7–9)              |
| Loss    | 7–5   | Th10 năm 2010    | Great Britain F17, Cardiff   | Futures    | Hard (i)   | Timo Nieminen            | Josh Goodall Dominic Inglot           | 1–6, 2–6                   |
| Win     | 8–5   | Th11 năm 2010    | Loughborough, United Kingdom | Challenger | Hard (i)   | Frederik Nielsen         | Jordan Kerr Ken Skupski               | 6–2, 6–4                   |
| Loss    | 8–6   | Th11 năm 2010    | Helsinki, Finland            | Challenger | Hard (i)   | Jarkko Nieminen          | Dustin Brown Martin Emmrich           | 6–7(17–19), 6–0, [7–10]    |
| Win     | 9–6   | Th6 năm 2013     | Netherlands F1, Amstelveen   | Futures    | Clay       | Christopher Rungkat      | Niels Lootsma Jelle Sels              | 6–1, 7–5                   |
| Win     | 10–6  | Th6 năm 2013     | Netherlands F2, Alkmaar      | Futures    | Clay       | Christopher Rungkat      | David Škoch Jan Zednik                | 7–5, 7–6(9–7)              |
| Win     | 11–6  | Th6 năm 2013     | Netherlands F3, Breda        | Futures    | Clay       | Christopher Rungkat      | Bjorn Fratangelo Mitchell Krueger     | 6–4, 7–5                   |
| Loss    | 11–7  | Th7 năm 2013     | Poznań, Poland               | Challenger | Clay       | Mateusz Kowalczyk        | Gero Kretschmer Alexander Satschko    | 3–6, 3–6                   |
| Win     | 12–7  | Th7 năm 2013     | Tampere, Finland             | Challenger | Clay       | Goran Tošić              | Ruben Gonzales Chris Letcher          | 6–4, 6–4                   |
| Loss    | 12–8  | Th9 năm 2013     | Sweden F6, Falun             | Futures    | Hard (i)   | Jesper Brunström         | Milos Sekulic Fred Simonsson          | 6–3, 3–6, [5–10]           |
| Loss    | 12–9  | Th10 năm 2013    | Mouilleron-le-Captif, France | Challenger | Hard (i)   | Adrián Menéndez-Maceiras | Fabrice Martin Hugo Nys               | 6–3, 3–6, [8–10]           |
| Win     | 13–9  | Th11 năm 2013    | Bratislava, Slovakia         | Challenger | Hard (i)   | Andreas Siljeström       | Gero Kretschmer Jan-Lennard Struff    | 7–6(8–6), 6–2              |
| Win     | 14–9  | Th11 năm 2013    | Helsinki, Finland            | Challenger | Hard (i)   | Jarkko Nieminen          | Dustin Brown Philipp Marx             | 7–5, 5–7, [10–5]           |
| Win     | 15–9  | Th1 năm 2014     | Talheim, Germany             | Challenger | Hard (i)   | Tomasz Bednarek          | Ken Skupski Neal Skupski              | 3–6, 7–6 (7–3), [12–10]    |
| Win     | 16–9  | Th3 năm 2014     | Cherbourg, France            | Challenger | Hard (i)   | Konstantin Kravchuk      | Pierre-Hugues Herbert Albano Olivetti | 6–4, 6–7 (3–7), [10–7]     |
| Win     | 17–9  | Th4 năm 2014     | Sarasota, United States      | Challenger | Clay       | Marin Draganja           | Rubén Ramírez Hidalgo Franko Škugor   | 7–5, 5–7, [10–6]           |
| Loss    | 17–10 | Th7 năm 2014     | Poznań, Poland               | Challenger | Clay       | Tomasz Bednarek          | Radu Albot Adam Pavlásek              | 7–5, 2–6, [10–8]           |
| Win     | 18–10 | Th11 năm 2014    | Helsinki, Finland (2)        | Challenger | Hard (i)   | Jarkko Nieminen          | Jonathan Marray Philipp Petzschner    | 7–6(7–2), 6–4              |

## Thống kê sự nghiệp đôi
| VĐ | CK | BK | TK | V# | RR | Q# | A |  | Z# | PO | G | F-S | SF-B | NMS | NH |

Tính đến Miami Open 2018.
| Giải đấu                    | 2008                     | 2009                     | 2010                     | 2011                     | 2012                     | 2013                     | 2014                     | 2015                     | 2016  | 2017  | 2018 | SR     | T-B    |
| --------------------------- | ------------------------ | ------------------------ | ------------------------ | ------------------------ | ------------------------ | ------------------------ | ------------------------ | ------------------------ | ----- | ----- | ---- | ------ | ------ |
| Grand Slam tournaments      |                          |                          |                          |                          |                          |                          |                          |                          |       |       |      |        |        |
| Úc Mở rộng                  | A                        | A                        | A                        | A                        | A                        | A                        | A                        | 1R                       | 2R    | W     | 2R   | 1 / 4  | 8–3    |
| Pháp Mở rộng                | A                        | A                        | A                        | A                        | A                        | A                        | 2R                       | 2R                       | 2R    | 1R    |      | 0 / 4  | 3–4    |
| Wimbledon                   | A                        | A                        | A                        | A                        | A                        | A                        | 1R                       | 1R                       | QF    | SF    |      | 0 / 4  | 7–4    |
| Mỹ Mở rộng                  | A                        | A                        | A                        | A                        | A                        | A                        | 1R                       | 1R                       | 2R    | SF    |      | 0 / 4  | 5–4    |
| Win–Loss                    | 0–0                      | 0–0                      | 0–0                      | 0–0                      | 0–0                      | 0–0                      | 1–3                      | 1–4                      | 6–4   | 14–3  | 1–1  | 1 / 16 | 23–15  |
| Giải đấu cuối năm           |                          |                          |                          |                          |                          |                          |                          |                          |       |       |      |        |        |
| ATP Finals                  | Không vượt qua vòng loại | Không vượt qua vòng loại | Không vượt qua vòng loại | Không vượt qua vòng loại | Không vượt qua vòng loại | Không vượt qua vòng loại | Không vượt qua vòng loại | Không vượt qua vòng loại | W     | W     |      | 2 / 2  | 9–1    |
| ATP World Tour Masters 1000 |                          |                          |                          |                          |                          |                          |                          |                          |       |       |      |        |        |
| Indian Wells Masters        | A                        | A                        | A                        | A                        | A                        | A                        | A                        | 1R                       | 1R    | QF    | 1R   | 0 / 4  | 2–4    |
| Miami Masters               | A                        | A                        | A                        | A                        | A                        | A                        | A                        | QF                       | 1R    | 2R    | 2R   | 0 / 4  | 4–4    |
| Monte-Carlo Masters         | A                        | A                        | A                        | A                        | A                        | A                        | A                        | 1R                       | QF    | QF    |      | 0 / 3  | 3–3    |
| Madrid Open                 | A                        | A                        | A                        | A                        | A                        | A                        | A                        | 1R                       | QF    | QF    |      | 0 / 3  | 3–3    |
| Rome Masters                | A                        | A                        | A                        | A                        | A                        | A                        | A                        | 1R                       | 1R    | SF    |      | 0 / 3  | 2–3    |
| Rogers Cup                  | A                        | A                        | A                        | A                        | A                        | A                        | A                        | A                        | QF    | QF    |      | 0 / 2  | 2–2    |
| Cincinnati Masters          | A                        | A                        | A                        | A                        | A                        | A                        | A                        | A                        | 1R    | QF    |      | 0 / 2  | 0–2    |
| Thượng Hải Masters          | KTC                      | A                        | A                        | A                        | A                        | A                        | A                        | A                        | F     | W     |      | 1 / 2  | 7–1    |
| Paris Masters               | A                        | A                        | A                        | A                        | A                        | A                        | A                        | A                        | W     | QF    |      | 1 / 2  | 6–1    |
| Thắng-Bại                   | 0–0                      | 0–0                      | 0–0                      | 0–0                      | 0–0                      | 0–0                      | 0–0                      | 2–5                      | 14–8  | 12–8  | 1–2  | 2 / 25 | 29–23  |
| Giải đấu đại diện quốc gia  |                          |                          |                          |                          |                          |                          |                          |                          |       |       |      |        |        |
| Davis Cup                   | Z2                       | Z2                       | Z1                       | Z1                       | A                        | Z2                       | Z2                       | Z2                       | Z2    | Z2    | Z2   | 0 / 0  | 13–5   |
| Thống kê sự nghiệp          |                          |                          |                          |                          |                          |                          |                          |                          |       |       |      |        |        |
| Danh hiệu                   | 0                        | 0                        | 0                        | 0                        | 0                        | 0                        | 1                        | 5                        | 7     | 5     | 1    | 19     | 19     |
| Chung kết                   | 0                        | 0                        | 0                        | 0                        | 0                        | 0                        | 3                        | 6                        | 8     | 5     | 1    | 23     | 23     |
| Tổng số Thắng-Bại           | 1–1                      | 2–2                      | 1–2                      | 1–0                      | 0–0                      | 2–1                      | 19–13                    | 31–21                    | 52–20 | 43–17 | 7–4  | 159–81 | 159–81 |
| Xếp hạng cuối năm           | 585                      | 248                      | 280                      | 769                      | 1358                     | 128                      | 46                       | 31                       | 7     | 3     |      | 66%    | 66%    |